# 19 август
19 август е 231-вият ден в годината според григорианския календар (232-ри през високосна). Остават 134 дни до края на годината.

## Събития
- 514 – Римският папа свети Симах се оттегля доброволно от папския престол.
- 1458 – Пий II е избран за римски папа.
- 1772 – Крал Густав III възстановява абсолютна монархия в Швеция.
- 1839 – Луи Дагер представя пред Френската академия на науките метод за извършване на фотография.
- 1848 – Калифорнийската златна треска: Вестникът New York Herald разпространява информация по Източното крайбрежие на САЩ за златна треска в Калифорния (въпреки че златната треска започва през януари).
- 1881 – С Указ 712 на Народното събрание се създава българската държавна статистическа институция. От Статистическо отделение тя се възвисява в самостоятелно статистическо бюро със задачата да събира, обработва и обнародва всяка година статистически данни по всички клонове на управлението и всички явления, отнасящи се до физическото, икономическото, интелектуалното и моралното състояние на държавата.
- 1903 – Илинденско-Преображенското въстание: Одрински революционен окръг въстава.
- 1912 – В Албания започва гражданска война между християни и мюсюлмани.
- 1919 – Афганистан обявява независимост от Великобритания.
- 1927 – Руската православна църква признава Съветската държава.
- 1934 – При референдум в Германия 89,9 % гласуват положително за създаването на поста фюрер – обединяващ правата и задълженията на канцлера и президента, който се заема от Адолф Хитлер.
- 1940 – В Букурещ започват преговорите между делегациите на Царство България и Румъния за връщането на Южна Добруджа на България.
- 1942 – Втората световна война: Генерал Фридрих Паулус издава заповед за атака на Сталинград.
- 1944 – Втората световна война: Париж въстава срещу германските окупатори, с подкрепата на Съюзниците.
- 1960 – Студената война: В Москва американският пилот на сваления самолет U-2, Франсис Гари Пауърс, е осъден на 10 години затвор за шпионаж.
- 1960 – Спутник: СССР изстрелва космическия апарат Спутник-5 с двете кучета Белка и Стрелка, 40 мишки, два плъха и няколко вида растения.
- 1968 – Започва съдебен процес срещу ръководителите на създадената през 1966 нелегална организация „Марксистко-ленинска българска комунистическа партия“.
- 1980 – При самолетна катастрофа на Полет 163 на „Саудиа“ над Риад (Саудитска Арабия) загиват 301 души.
- 1989 – Полският президент, комунистът Войчех Ярузелски, дава мандат за съставяне на правителство на активиста на профсъюза Солидарност Тадеуш Мазовецки.
- 1991 – Августовски пуч в Русия: Съветския президент Михаил Горбачов е поставен под домашен арест докато е на почивка в Крим. В Москва започва опит за държавен преврат организиран от комунистите, който се проваля два дни по-късно благодарение на народната подкрепа.
- 2001 – В телевизионно обръщение министър-председателят Симеон Сакскобургготски оповестява социално-икономическите намерения на правителството, които се изразяват в намаляване на данъците, повишаване на цените на електроенергията и топлоенергията до 10%, повишаване на детските надбавки двукратно, повишаване на минималната заплата от 85 на 100 лв. Част от намеренията са да се осигурят 20 млн. лв. за безлихвени кредити и намаляване на държавната администрация с 10%.
- 2002 – Руски военен хеликоптер Ми-26 се разбива край Грозни, след като е обстрелван от чеченски бунтовници, загиват 118 военнослужещи.
- 2003 – Кола-бомба се врязва в щаб-квартирата на ООН в Багдад, убивайки 22 души, включително висшия пратеник на ООН, Серджо Виейра Де Мело.
- 2004 – Интернет търсачката Google пуска в продажба на фондовата борса свои акции.
- 2005 – Започват първите в историята съвместни военни учения между Русия и Китай.

## Родени
- 1398 – Сантиляна, испански поет († 1458 г.)
- 1631 – Джон Драйдън, английски поет († 1700 г.)
- 1646 – Джон Фламстед, първият кралски астроном в Англия († 1719 г.)
- 1743 – Мадам дю Бари, френска куртизанка († 1793 г.)
- 1761 – Адриан Захаров, руски архитект († 1811 г.)
- 1780 – Пиер-Жан дьо Беранже, френски поет († 1857 г.)
- 1800 – Хуан Хосе Флорес, първи президент на Еквадор († 1864 г.)
- 1864 – Михаил Иванов, български лекар († 1924 г.)
- 1871 – Орвил Райт, американски авиатор († 1948 г)
- 1881 – Джордже Енеску, румънски композитор († 1955 г.)
- 1883 – Коко Шанел, френска дизайнерка († 1971 г.)
- 1890 – Ари Калъчев, български живописец († 1958 г.)
- 1899 – Боян Дановски, български писател († 1976 г.)
- 1906 – Борис Данков, български художник († 1997 г.)
- 1921 – Джин Родънбъри, американски продуцент († 1991 г.)
- 1924 – Уилард Бойл, канадски физик, Нобелов лауреат († 2011 г.)
- 1932 – Йорданка Бончева, българска волейболистка († 2011 г.)
- 1939 – Джинджър Бейкър, британски музикант († 2019 г.)
- 1940 – Джони Наш, американски певец
- 1945 – Иън Гилън, британски музикант (Deep Purple)
- 1946 – Бил Клинтън, 42-ри президент на САЩ
- 1946 – Иван Нинов, български художник
- 1946 – Федон, турски певец от гръцки и арменски произход
- 1951 – Владимир Конкин, руски актьор
- 1951 – Джон Дийкън, британски музикант (Queen)
- 1952 – Джонатан Фрейкс, американски актьор
- 1955 – Питър Галахър, американски актьор
- 1956 – Христо Михайлов, български футболист
- 1962 – Валери Каприски, френска актриса
- 1963 – Джоуи Темпест, шведски музикант (Europe)
- 1964 – Аксел Роос, немски футболист
- 1965 – Кира Седжуик, американска актриса
- 1967 – Красимир Добрев, български акьтор
- 1969 – Матю Пери, американски актьор († 2023 г.)
- 1972 – Роберто Абондансиери, аржентински футболист
- 1973 – Андреа Феро, италиански музикант
- 1973 – Марко Матераци, италиански футболист
- 1982 – Мануел Лопеш, португалски и мозамбикски футболист
- 1986 – Марин Маринов, български политик, икономист и адвокат
- 1989 – Екатерина Карабашева, българска поетеса

## Починали
- 14 – Октавиан Август, римски император (* 63 пр.н.е.)
- 1457 – Андрея дел Кастаньо, италиански живописец (* 1421)
- 1493 – Фридрих III, германски крал, император; австрийски ерцхерцог (* 1415)
- 1506 – Александър Ягелончик, велик княз на Литва (* 1461)
- 1580 – Андреа Паладио, италиански архитект (* 1508)
- 1662 – Блез Паскал, френски математик, физик и философ (* 1623)
- 1819 – Джеймс Уот, шотландски математик и инженер (* 1736)
- 1856 – Шарл Жерар, френски химик (* 1816)
- 1876 – Джордж Смит, английски асиролог (* 1840)
- 1891 – Теодор Аман, румънски живописец (* 1831)
- 1905 – Вилиам Адолф Бугро, френски живописец (* 1825)
- 1929 – Сергей Дягилев, руски импресарио (* 1872)
- 1924 – Михаил Иванов, български лекар бактериолог (* 1864)
- 1936 – Федерико Гарсия Лорка, испански поет и драматург (* 1898)
- 1938 – Николай Николаев, български диригент (* 1852)
- 1944 – Бронислав Камински, руски нацист (* 1899)
- 1944 – Гюнтер фон Клуге, германски офицер (* 1882)
- 1977 – Граучо Маркс, американски комик (* 1895)
- 1994 – Лайнъс Полинг, американски химик, лауреат на Нобелова награда за химия и мир (* 1901)
- 1997 – Иван Венедиков, български археолог (* 1916)
- 2001 – Бети Евърет, американска певица (* 1939)
- 2002 – Едуардо Чилида, испански скулптор (* 1924)
- 2012 – Тони Скот, британски режисьор и продуцент (* 1944)

## Празници
- Световен хуманитарен ден – Обявени в Общото събрание на ООН на 5 март 2009
- Афганистан – Ден на независимостта (от Великобритания, 1919, национален празник)
- Виетнам – Ден на августовската революция
- САЩ – Национален ден на авиацията
- Украйна – Ден на пчеларя
- Филипини – Национален ден на филипинския език
- град Кула – Традиционен Кулски панаир